# 凪の島
『凪の島』（なぎのしま）は2022年の日本映画。スールキートスとKビジョンの共同制作で、監督は長澤雅彦、主演は新津ちせ。
本作は監督である長澤のオリジナル脚本によるもので、山口県下松市にある小さな島を舞台に、小学4年生の少女・原田凪が変わりゆく家族の姿や優しく接してくれる近所の人たちとの交流を通して成長していく物語。

## キャスト
原田凪
演 - 新津ちせ
山口県下松市にある小さな島に住む小学4年生の女児。
河野瑞樹
演 - 島崎遥香
凪が通う小学校の担任教師。
守屋浩平
演 - 結木滉星
凪が住む島の漁師。吃音がある。
原田真央
演 - 加藤ローサ
凪の母親。離婚後、凪とともに故郷の島に戻る。
島尾純也
演 - 徳井義実
凪の父親。
山村徳男
演 - 嶋田久作
凪が通う小学校の用務員。
原田佳子
演 - 木野花
凪の祖母であり、真央の母。
岩本岩男
演 - 室積光
武居幸司
演 - 元木行哉
岩本雷太
演 - 佐藤蒼希
山内健吾
演 - 角忠聖
その他
演 - 麻絵、太田知咲、山石未来、翁華栄

## スタッフ
- 監督・脚本・編集：長澤雅彦
- 音楽・主題歌：Kitri[6]
  - 主題歌：「透明な」（BETTER DAYS / 日本コロムビア）[6]
- プロデューサー：木幡久美、宗森達司
- 撮影監督：神戸千木
- 録音/整音：滝澤修
- 美術：福永みつお
- ヘアメイク：伊藤元
- 衣裳：小田隆博
- 宣伝プロデューサー：村井卓実
- 協賛：井森工業株式会社、株式会社ソルコム、公益財団法人 西京教育文化振興財団、清和工業株式会社、株式会社NTTビジネスソリューションズ、架村産業株式会社、住友電工グループ、日本電通株式会社、住電商事株式会社
- 企画・制作プロダクション：スールキートス、Kビジョン
- 配給：スールキートス
- 製作：2022『凪の島』製作委員会（Kビジョン、TCエンタテインメント、ビッグアップル、松竹ブロードキャスティング、スールキートス）